# Günter Kirtschig
Günter Kirtschig (* 30. November 1942) war Fußballtorwart in Zwickau. Für die Betriebssportgemeinschaft (BSG) Sachsenring Zwickau spielte er in der Oberliga, der höchsten Spielklasse des DDR-Fußballverbandes. 
Kirtschig stand bis zu seinem 26. Lebensjahr im Tor der BSG Aktivist Karl Marx Zwickau, mit der er bis 1968 in der zweitklassigen DDR-Liga spielte. Im Sommer 1968 wurde die BSG Aktivist aufgelöst, und die meisten Fußballspieler wurden in die 2. Mannschaft der BSG Sachsenring Zwickau übernommen. Unter ihnen war auch Günter Kirtschig. Nachdem er zunächst in der 2. Mannschaft eingesetzt wurde, die den Platz von Aktivist in der DDR-Liga übernommen hatte, bestritt er zum Ende der Saison 1969/70 seine beiden ersten Oberligaspiele. Am 23. Mai 1970 stand er 27-jährig zum ersten Mal im Punktspiel 1. FC Magdeburg - Sachsenring (2:0) im Tor der Oberligamannschaft. Für die folgende Spielzeit 1970/71 wurde er offiziell als zweiter Torwart hinter Jürgen Croy für die Oberliga nominiert. Da Croy nur selten ausfiel und beständig in überragender Form war, bot sich für Kirtschig kaum Gelegenheit, in der 1. Mannschaft Fuß zu fassen. In den Spielzeiten 1970/71 und 1971/72 sprang er nur jeweils in einem Oberligaspiel für Croy ein und wurde ansonsten weiter in der 2. Mannschaft eingesetzt. Erst als sich Croy im Herbst 1972 verletzte, kam Kirtschig in der Folgezeit in 17 Oberligaspielen zum Einsatz. Nachdem Croy wieder genesen war, spielte Kirtschig in der Hinrunde der Saison 1973/74 noch zweimal in der Oberliga, danach tauchte er nicht mehr in der höchsten Spielklasse auf. Nach weiteren Einsätzen in der 2. Mannschaft beendete Kirtschig 1975 im Alter von 33 Jahren seine Laufbahn als Fußballspieler. Für die Oberligamannschaft von Sachsenring Zwickau bestritt er innerhalb von drei Jahren 23 Punktspiele. 